# Zákon o ochraně olympijských symbolik

Olympijská vlajka

Zákon o ochraně olympijských symbolik (zákon č. 60/2000 Sb.) je zákon České republiky platný od 1. 5. 2000. Vychází z Olympijské charty a také z Nairobské smlouvy o ochraně olympijského symbolu, což je mezinárodní smlouva, kterou podepsalo Československo již v roce 1981, nicméně tato smlouva bylo do českého vnitrostátního práva implementována právě až zákonem o ochraně olympijských symbolik.

## Obsah zákona
Zákon o ochraně olympijských symbolik zakazuje využití olympijských symbolik a symbolů Českého olympijského výboru pro obchodní, reklamní nebo jiné podobné účely bez písemného zmocnění od Českého olympijského výboru. Český olympijský výbor se proti neoprávněnému použití může bránit soudně a může se tak domáhat zdržení se dalšího používání symbolů, omluvy, náhrady škody, vydání bezdůvodného obohacení nebo přiměřeného zadostiučinění. Povolení k použití olympijských symbolů od Českého olympijského výboru nicméně platí pouze na českém území, chce-li proto někdo využívat symboly pro obchodní nebo reklamní účely jinde, bude zpravidla muset o povolení žádat olympijský výbor v té dané zemi.
Olympijské symboly podle zákona zahrnují olympijský symbol, olympijskou vlajku, olympijské heslo, olympijský oheň, olympijskou pochodeň, olympijskou hymnu a olympijské emblémy. Symboly Českého olympijského výboru jsou podle zákona zejména emblém a vlajka Českého olympijského výboru, přičemž výbor může vytvářet symboly nové. Symboly Českého olympijského výboru jsou zapsány jako ochranné známky podle zákona o ochranných známkách.